# Tragedia del K2
La tragedia del K2 se refiere a las muertes acaecidas en la temporada de escalada al K2 de 1986 y especialmente al periodo desde el 6 al 10 de agosto, cuando 5 montañeros murieron durante una fuerte tormenta. Otros ocho alpinistas murieron en las semanas precedentes, lo que eleva el total de muertos a trece.

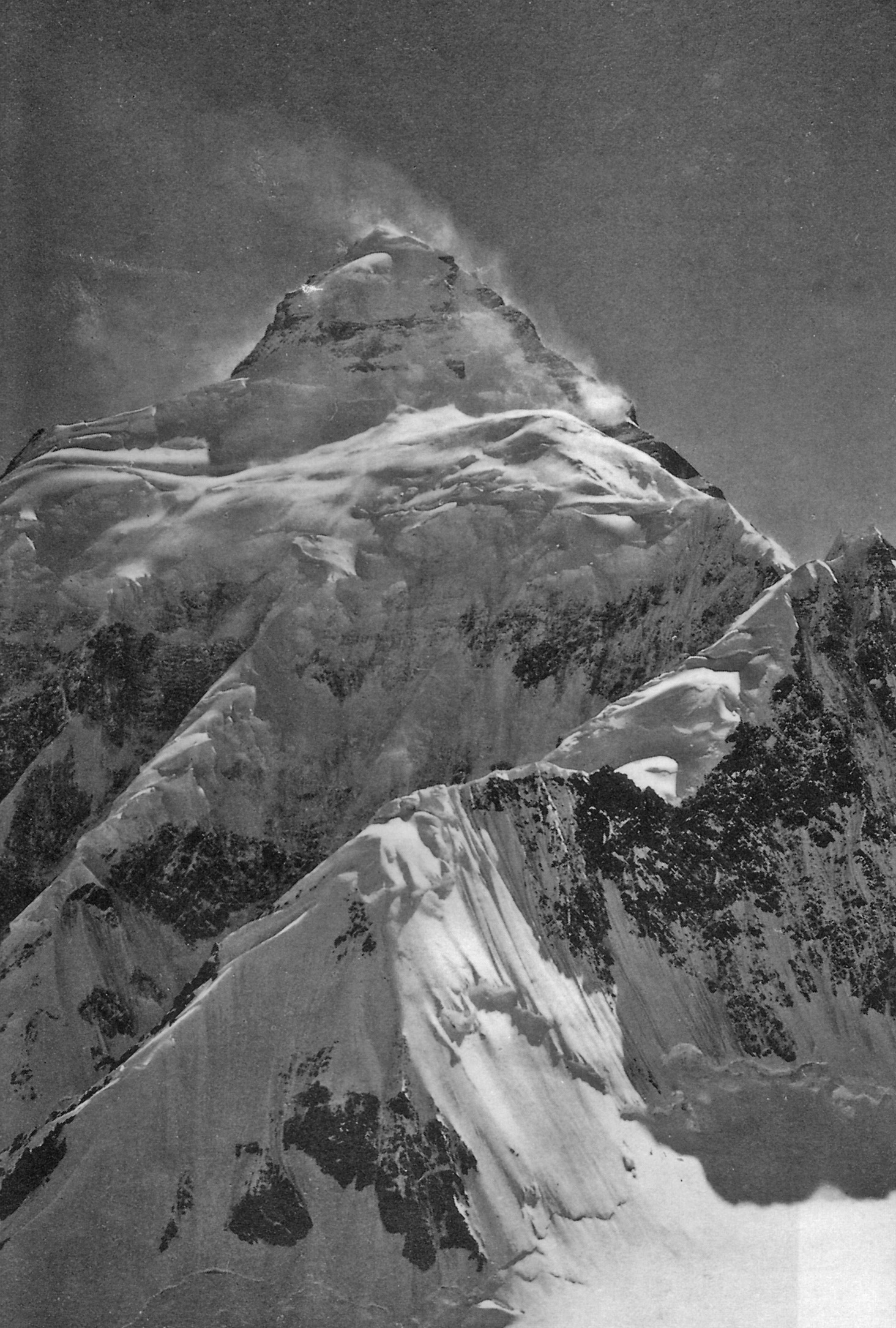
El imponente K2, en donde cada año mueren los montañeros por tormentas.

## Introducción
En el corazón de la cordillera del Karakórum, en el norte de Pakistán, en tierra disputada por muchos países y frontera entre culturas, se alza un macizo, una tierra elevada a más de 5.000 metros, de la que surgen algunas de las montañas más altas del planeta. En el centro, se abre paso entre las montañas un glaciar, el Baltoro, que recoge los hielos de los glaciares de la zona, algunos de ellos surgidos al pie de algunas de estas montañas. La zona acoge a 6 de las 17 montañas más altas del mundo, y de ellas una destaca especialmente, el K2, que con sus 8.611 m s. n. m. es poco más de 200 metros más bajo que el monte Everest. Su arquitectura afilada y su forma de pirámide, con caras relativamente planas y aristas afiladas, hacen de él una montaña muy impactante. A la vez, es una montaña muy difícil de escalar: el K2 tiene un porcentaje de fracasos muy alto; hasta el año 2004, fallaron 44 intentos de escalada por 45 terminados con éxito. Es, a la vez, una montaña muy peligrosa por su dificultad técnica, mayor que la del monte Everest, y por su climatología cambiante, que se ha cobrado muchas vidas (al menos 56, hasta 2004). 
En junio de 1986, el gobierno de Pakistán otorgó numerosos permisos de escalada, y a principio de junio, 150 tiendas estaban instaladas a los pies de la montaña, pertenecientes a expediciones de 10 naciones. Algunos de los escaladores reunidos allí eran montañeros muy conocidos y respetados en el mundo de la montaña. 

Al final del verano 27 escaladores habían conseguido llegar a la cima, pero, también, el número de muertes fue muy alto; 13 personas murieron en esa temporada, lo que significa que casi un tercio de los montañeros murió en el intento. Ello hizo reflexionar al mundo del montañismo, que se preguntaba si se estaban corriendo cada vez más riesgos. 

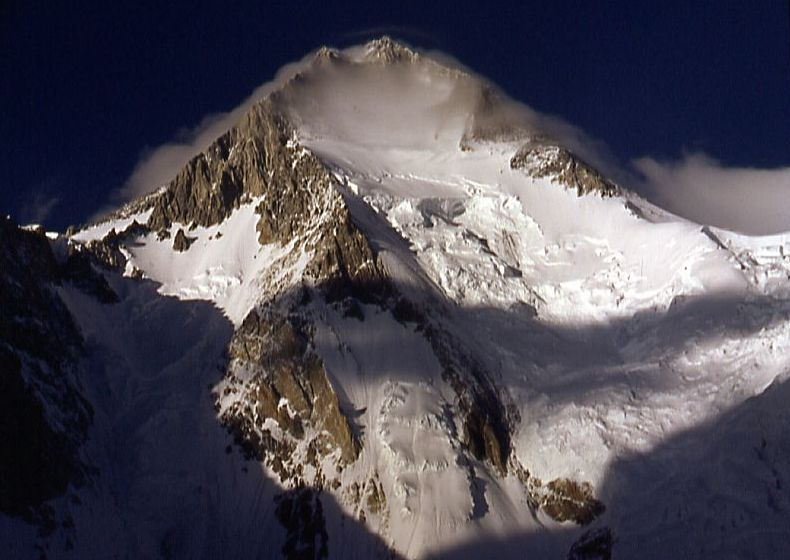
El K2 es el pico más difícil de escalar, y muchos pierden la vida al escalarlo por la alta nieve, caídas, avalanchas, frío y tormentas.

## John Smolich, la expedición estadounidense
El premio más codiciado sobre K2 en el verano de 1986 era su pilar Sur, no escalado todavía y “un último gran problema", que Reinhold Messner había apodado “La Línea Mágica”; la arista Suroeste, que se remonta más de dos kilómetros desde la base y que requiere una escalada más empinada, técnica y difícil, sin igual en todo el Himalaya.
A principios del verano había cuatro equipos intentando la subida al K2 por la “línea mágica”. En uno de estos equipos, el 21 de junio, dos estadounidenses, John Smolich, de 35 años, de Oregón, y Alan Pennignton, estaban escalando una garganta en la base de la ruta cuando un trozo de roca del tamaño de un camión se desprendió y provocó una avalancha masiva que arrastró a los dos hombres en segundos. Algunos escaladores que presenciaron el suceso pudieron desenterrar rápidamente a Pennington, pero no lo suficiente como para salvar su vida. El cuerpo de Smolich, sepultado bajo toneladas de fragmentos de la avalancha, nunca fue encontrado.

## Maurice y Liliana Barrard, expedición franco-polaca
Los miembros restantes de la expedición decidieron abandonar y retornar a casa. Otras expediciones, en cambio, continuaron. De hecho, el 23 de junio, dos alpinistas españoles, Mari Ábrego y Josema Casimiro, y cuatro alpinistas de una expedición franco-polaca, Maurice y Lilliane Barrard, Wanda Rutkiewicz y Michel Parmentier, alcanzaron la cima del K2 vía la ruta más fácil, el espolón de los Abruzzos. Wanda y Liliana se convirtieron en las primeras mujeres, por ese orden, en alcanzar la cima del K2. La escalada se realizó sin utilizar oxígeno. 
Los seis escaladores no tuvieron tiempo de volver al campo alto, y fueron sorprendidos por la oscuridad y obligados a dormir en vivac en uno de los flancos de la montaña, a alta cota. Al día siguiente, el tiempo había empeorado, dando paso una tormenta peligrosa. Durante el descenso, los Barrard, montañeros experimentados con varios ochomiles en su haber, resbalaron y cayeron por la pendiente, y no volvieron a aparecer. Parmentier supuso que habían sido arrastrados por una avalancha, pero aun así decidió esperarlos en el campo alto mientras que Rutkiewitz y los dos españoles, que estaban en mal estado, con congelamiento en nariz y dedos, continuaron hacia el campo base.
El cadáver de Lilliane fue visto al pie de la montaña, a 3.000 metros de la cima, por Kurt Diemberger y Jullie Tullis, cuando comenzaban el ascenso tres semanas más tarde.
Esa noche el tiempo empeoró, y al amanecer del día siguiente había una densa niebla y vientos muy fuertes. Parmentier habló por radio con el campo base y comenzó a descender con la ayuda de las cuerdas fijas, pero sin poder ver las pisadas de sus compañeros, que habían sido cubiertas por la nieve. Pronto se encontró perdido en la repisa Sur del K2, a una altitud de 8.000 m s. n. m., una zona ancha y sin signos en la montaña que guíen el camino. Desde el campo base intentaban guiarle a través de la radio, mientras Parmentier comentaba que solo veía un gran vacío.
"Pude oír el cansancio y la desesperación de su voz mientras daba vueltas intentando encontrar el camino", comentó Alan Burgess, un miembro de la expedición británica que intentaba la arista Noroeste. "Finalmente, Parmentier encontró un bloque de hielo con manchas de orina en él, lo que sirvió para situarle y poderle guiar hacia abajo el resto del trayecto. Tuvo mucha suerte". 
El 5 de julio, cuatro italianos, un checo, dos suizos y un francés, Benoit Chamoux, alcanzaron la cima por el espolón de los Abruzzos. La ascensión de Chamoux fue una hazaña atlética muy destacable, ya que la realizó en un ascenso ininterrumpido de solo 24 horas desde el campo base, y teniendo en cuenta que dos semanas antes había ascendido el Broad Peak (8.000 metros) en solo 17 horas.

## Tadeusz Piotrowski, Expedición Polaca
La auténtica acción estaba en la cara Sur del K2: 3 km de hielo vertical expuesto a las avalanchas y con glaciares colgantes, delimitada por el espolón de los Abruzzos a la izquierda y por la Línea Mágica a la derecha. El 4 de julio, dos polacos, Jerzy Kukuczka, de 38 años, y Tadeusz Piotrowski, de 46, comenzaron la escalar por el centro de esta cara virgen, utilizando un equipo ligero y estilo muy purista, e intentando llevar el alpinismo a un nuevo nivel.
Kukuczka era el perseguidor del título no oficial de Messner, mejor escalador en altura. Cuando llegó al K2 seguía de cerca a Messner en su carrera particular por conseguir los 14 ochomiles. En ese momento había conseguido 10, un logro impresionante, no solo técnico, teniendo en cuenta el poder adquisitivo del zloty polaco en ese momento. 
Justo antes de la puesta del sol, el 8 de julio, después de una escalada muy técnica y cuatro noches de vivac (las dos últimas sin agua y comida y sin utilizar el saco de dormir), Kukuczka y Piotrowski alcanzaron la cima en medio de una tormenta. Inmediatamente, comenzaron a descender por la vía de los Abruzzos. Dos días más tarde, todavía en la bajada, totalmente exhaustos e intentado continuar su camino en la tormenta sin utilizar cuerdas fijas, Piotrowski, que no había sido capaz de ajustarse correctamente los crampones esa mañana debido a los dedos adormecidos por el frío, perdió un crampón; mientras intentaba asegurarse perdió el otro y se precipitó por la pendiente. Kukuczka solo pudo contemplar cómo su compañero desaparecía entre las nubes. A pesar de la tragedia, Kukuczka llegó al campo base y partió inmediatamente hacia Nepal, para continuar con el duodécimo de los ochomiles e intentar superar a Messner en la carrera. El intento resultó ser finalmente infructuoso, ya que Messner consiguió sus dos últimos ochomiles al final del otoño (el Makalu y el Lhotse), y se adjudicó el título de los 14 ochomiles.

## Renato Casarotto
Poco después de que Kukuczka regresara al campamento base para contar el terrible relato de la muerte ocurrida, el conocido escalador italiano Renato Casarotto, de 38 años, se embarcó en su tercer intento aquel verano para escalar la Línea Mágica. Ésta iba a ser, había prometido a su esposa, Goretta, "la última vez". Aunque Casarotto había conseguido la fama mediante subidas en solitario, abriendo nuevas y difíciles rutas en el Fitzroy, el Monte Mckinley, y otros picos importantes de Sudamérica y los Alpes, era, paradójicamente, un escalador muy cauteloso y calculador. El 16 de julio, a unos 300 metros de la cumbre y no gustándole cómo se estaba poniendo el tiempo, abandonó prudentemente su intento y bajó la arista Sur hasta llegar al glaciar en la base, camino del campo base. 
Cuando Casarotto se abría paso en la recta final del glaciar, antes del campamento de base, escaladores del campamento, que miraban a través de binoculares, lo vieron pararse al borde de una grieta y prepararse para saltarla. Horriblemente, contemplaron cómo cedía el borde de la grieta y desaparecía. Casarotto pidió ayuda por radio y un equipo de rescate trabajó toda la noche para alzarle desde 40 metros de profundidad, en el fondo de la grieta. Ya en la superficie, Casarotto dio unos pasos, se recostó sobre su mochila y murió.

## La expedición coreana
La única expedición al K2 que no intentaba hacer ningún esfuerzo para ajustarse a la ética Messneriana era un equipo enorme, patrocinado a nivel nacional por Corea del Sur. Efectivamente, a los coreanos les eran indiferentes las técnicas utilizadas, siempre que les llevaran a la cima y les devolvieran sanos y salvos. Con ese fin, contrataron a 450 porteadores para llevar una ingente cantidad de material al campo base, y posteriormente construir una enorme cadena de cuerdas fijas y campamentos que les permitieran alcanzar la cima por el espolón de los Abruzzos.
En la tarde del día 3 de agosto, con un tiempo perfecto, tres coreanos alcanzaron la cumbre utilizando oxígeno. Después de empezar el descenso, fueron adelantados por dos polacos y un checo, exhaustos, quienes, en estilo alpino y sin utilizar oxígeno, acababan de conseguir la primera subida de la codiciada “línea mágica”. Cuando ambos grupos descendieron juntos en la noche, el famoso escalador polaco Wojciech Wroz, con la conciencia embotada por la hipoxia y la fatiga, se soltó al final de una cuerda fija y cayó, en lo que constituía la séptima baja de la estación. El día siguiente, Muhammed Ali, un porteador pakistaní, que transportaba cargas cerca de la base de la montaña, se convirtió en la víctima número ocho, después de que le golpeara una roca desprendida.
La mayor parte de los europeos y los estadounidenses en el Baltoro el último verano, habían menospreciado los métodos pesados y anticuados por los que los coreanos se abrieron paso hasta la cima por el espolón de los Abruzzos. Pero cuando la estación transcurría y la montaña prevalecía, varios de ellos no dudaron en usar las escaleras de mano, las cuerdas fijas y las tiendas que los coreanos habían levantado. 
Siete montañeros, cinco hombres y dos mujeres, de Polonia, Austria y Reino Unido, sucumbieron a esta tentación después de que sus expediciones originales abandonaran el intento, y decidieron reunirse y unir fuerzas en la ruta de los Abruzzos. Cuando los coreanos estaban preparando el asalto final, el grupo ascendía en dirección a su campamento. De hecho, los siete alcanzaron el campamento IV, a 8.000 metros de altitud, el día antes del intento coreano. 
Mientras los coreanos ascendían hasta la cima con un tiempo perfecto, el grupo austro-anglo-polaco, decidió permanecer en la tienda y esperar al día siguiente para intentar el ascenso final. Las razones para esta espera no están claras, pero, en cualquier caso, el equipo comenzó la ascensión en la mañana del día 4, cuando el tiempo estaba a punto de cambiar. "Había grandes cantidades de nubes llegando inesperadamente desde el sur, y era obvio que el mal tiempo estaba llegando", comentaba Jim Curran, un escalador británico y cineasta de la fallida expedición británica de la arista Noroeste, que se encontraba en ese momento en el campamento base. "Todo el mundo debía ser consciente de que estaban corriendo un gran riesgo al seguir hasta la cima, pero creo que cuando la cima del K2 está a tiro es normal inclinarse por correr más riesgo”.

## El grupo austro-anglo-polaco
Alan Rouse, de 34 años, uno de los escaladores con más talento de Inglaterra, y Dobroslawa Wolf, de 30 años, polaca, fueron los primeros en marchar hacia la cima en la mañana del día 4; pero Wolf se agotó rápidamente y se fue quedando atrás. Rouse continuó abriendo la traza durante todo el día, en un trabajo extenuante, hasta que a las 15:30 fue alcanzado por los austriacos Willi Bauer, de 44 años, y Alfred Imitzer, de 40. A las 16:00, los tres hombres alcanzaron la cima, con lo que Rouse se convirtió en el primer inglés en alcanzar la cima del K2. 
Mientras tanto, dos escaladores más iban ascendiendo: Kurt Diemberger, austriaco de 54 años, escalador legendario y una celebridad en Europa Occidental, con una larga carrera como montañero, y Jullie Tullis, inglesa de 47. Diemberger fue compañero de escalada del muy conocido Hermann Buhl, y había escalado anteriormente cinco ochomiles. Tullis era una protegida y, a la vez, buena amiga de Diemberger, y aunque no tenía una gran experiencia en el Himalaya, era muy fuerte y resuelta. En 1984 ambos habían ascendido el Broad Peak. Alcanzar el K2 era un sueño para ambos, que les había consumido durante años. Habían salido de las tiendas una hora más tarde que el resto pero subieron con ritmo constante hasta alcanzar a Wolf, a unos 200 metros de la cima, que estaba durmiendo en la nieve. Cuando la despertaron, Wolf recuperó su determinación de alcanzar la cima y retomó la escalada aunque con una cierta descoordinación. Ya en el descenso, Alan Rouse y los austriacos se encontraron con Wolf y Rouse la persuadió de que debía dar media vuelta y volver al campo base.
Debido a la hora tan tardía y al tiempo que se iba deteriorando, Rouse, Bauer e Imitzer intentaron convencerles de abandonar el intento y volver con ellos. Consideraron el consejo, pero, como Diemberger dijo a los periódicos posteriormente, “estaban convencidos de que debían continuar después de los años de espera”. A las 17:30 ambos alcanzaron la cima y, en ese momento, la decisión parecía haber sido la correcta: habían conseguido cumplir su sueño. Permanecieron en la cima cinco minutos y comenzaron a descender mientras empezaba a anochecer. 
Casi inmediatamente después de dejar la cumbre, Tullis, que marchaba por encima de Diemberger, se resbaló y arrastró a este último por la cuerda que los unía. "Por una fracción de segundo" comentó Diemberger, "pensaba que podía sujetarnos, pero entonces empezamos a deslizarnos pendiente abajo hasta casi llegar a un precipicio de hielo inmenso".
Pero de algún modo, milagrosamente, se las arreglaron para detenerse antes de llegar al borde del precipicio. Entonces, temiendo una nueva caída en la oscuridad, en lugar de continuar hacia abajo decidieron pasar la noche en un hueco en la nieve, a unos 8.200 metros de altura, a la intemperie. Por la mañana, la tormenta estaba sobre ellos en su apogeo. Tullis tenía congelaciones en sus dedos y en la nariz, y problemas con la vista, posiblemente indicando edema cerebral. A mediodía alcanzaron el campo IV y allí encontraron a los otros cuatro compañeros del grupo, pensando que lo peor había pasado. Según avanzaba el día, la tormenta empeoraba; era cada vez peor, con vientos de 160 km/h, temperaturas bajo cero y descargando una enorme cantidad de nieve. La tienda de Diemberger y Tullis se desplomó en medio de la tormenta, así que Diemberger se instaló en la tienda de Wolf, y Rouse y Tullis en la de Bauer, Imitzer y Hannes Weiser, un austriaco que no había intentado el ascenso a la cima el día antes.
En algún momento de la noche del 6 de agosto, mientras la tormenta continuaba rugiendo, el efecto combinado del frío, la altitud y la terrible caída del día anterior y el vivac forzado, pasaron factura a Tullis, que no consiguió superar la noche. Por la mañana, Bauer se acercó a la tienda de Diemberger y le comunicó la trágica noticia. Durante ese mismo día los seis supervivientes utilizaron la comida y el combustible que quedaba, sin el cual no podían fundir nieve para conseguir agua para beber. Los tres días siguientes, sin nada que comer o beber, las fuerzas les iban abandonando, pero aun así se mantuvieron vivos aunque en un estado lamentable. Diemberger comentó posteriormente: “era difícil distinguir los sueños de la realidad”. Por su parte, Rouse solo hablaba de agua, pero ya no quedaba nada. “La nieve que tratábamos de tomar estaba tan fría que no se derretía en nuestras bocas”, comentó Diemberger.
En la mañana del 10 de agosto, después de cinco días de tormenta implacable, la temperatura bajó a alrededor de menos 25 grados y el viento continuaba soplando con fuerza, pero dejó de nevar y el cielo se aclaró. Aquellos que todavía eran capaces de pensar con claridad se dieron cuenta de que si no se movían en ese momento, más adelante podrían no tener fuerza en absoluto. Diemberger, Wolf, Imitzer, Bauer, y Weiser partieron inmediatamente. Rouse estaba en un estado semi-comatoso, así que le dejaron confortablemente en su tienda. No había ninguna posibilidad de bajar a Rouse, sobre todo teniendo en cuenta el lamentable estado en el que estaba todo el grupo, y que la situación se había convertido ya en un “sálvese quien pueda”.
Tras recorrer solo unos pocos cientos de metros, Weiser e Imitzer se desplomaron del esfuerzo de abrirse paso por la nieve, que llegaba hasta la cintura. “Tratamos de animarlos en vano”, dijo Diemberger. “Solamente Alfred reaccionó un poco, débilmente. Murmuró que no podía ver nada". Weiser e Imitzer se quedaron allí y el resto de grupo continuó con Bauer, abriendo camino trabajosamente. Después de unas horas, Wolf se fue retrasando y no volvió a aparecer. Diemberger cree que cayó al desatarse inadvertidamente de una de las cuerdas fijas. Wolf fue encontrada por una expedición posterior tendida junto a las cuerdas fijas. El grupo, entonces, se quedó en dos.
Bauer y Diemberger alcanzaron el campamento III, a 7300 metros, encontrándolo totalmente destruido por una avalancha. Continuaron hacia el campo II, a 6.400 metros, donde, ya de noche, encontraron comida, gasolina y cobijo. Al día siguiente, ya por la noche, Bauer consiguió llegar al campo base como si fuera una aparición, tambaleándose, medio muerto y con horribles congelaciones.
Bauer, incapaz de hablar correctamente, se las arregló para comunicar que Diemberger todavía estaba vivo, en algún lugar de la montaña, en el camino de descenso. Jim Curran y dos escaladores polacos partieron inmediatamente en su busca. Lo encontraron en medio de la noche, descendiendo trabajosamente, siguiendo las cuerdas fijas en algún lugar entre el campo II y el campo base avanzado. Necesitaron todo el día siguiente para conseguir llevarle hasta el campamento base, el 16 de agosto, de donde Diemberger y Bauer fueron evacuados en helicóptero. La recuperación requirió meses de hospitalización y ambos sufrieron diversas amputaciones de dedos de las manos y de los pies.
Cuando la confusa noticia de la tragedia alcanzó Europa se convirtió en noticia de portada, especialmente en Inglaterra, donde el hasta entonces popular Diemberger fue denigrado por los periódicos por haber abandonado a su muerte a Rouse en el campamento IV, quien en lugar de haberse apresurado a bajar el día 5 de agosto, había esperado a Diemberger y a Tullis que volvieran sanos y salvos de su terrible noche a la intemperie.
Curran insistió en que dicha crítica era injustificada. Creía que Rouse y el resto del grupo permanecieron en el campo IV, no para esperar a Tullis y Diemberger, sino porque debían estar increíblemente cansados del día anterior y la tormenta habría hecho sumamente difícil encontrar el camino de bajada. Todo el mundo sabía que Michel Parmentier casi se había perdido mientras bajaba en condiciones similares. Y cuando el descenso, finalmente, comenzó desde el campamento IV, no había ninguna posibilidad de que Diemberger o Bauer consiguieran sacar de la montaña a Rouse con vida. "Ya estaban prácticamente muertos. Era un situación inimaginablemente desesperada".